# Рескалдина
Рескалдѝна (на италиански и на западноломбардски: Rescaldina) е град и община в Северна Италия, провинция Милано, регион Ломбардия. Разположен е на 225 m надморска височина. Населението на общината е 14 103 души (към 2010 г.).